# Крымская, Валерия Георгиевна
Валерия Георгиевна Крымская (род. 27 февраля 1942, Курган, Челябинская область) — советская и казахстанская актриса театра. Заслуженная артистка Казахской ССР (1987). Ведущая актриса Государственного академического русского театра для детей и юношества имени Н. Сац (с 1969).

## Биография
Валерия Георгиевна Крымская родилась 27 февраля 1942 года в городе Кургане Челябинской области, ныне город — административный центр Курганской области. Отец — Крымский Георгий Андреевич. Мать — Крымская Елена Александровна.
В 1967 году окончила актерский факультет Свердловского государственного театрального института.
С 1967 по 1969 год — актриса Павлодарского театра драмы имени А. П. Чехова, город Павлодар, Казахская ССР.
С 30 января 1969 года по настоящее время — актриса Государственного академического русского театра для детей и юношества имени Н. Сац, город Алма-Ата, Республика Казахстан.

## Роли в театре
Исполнила более 100 ролей на сцене Государственный академический русский театр для детей и юношества имени Н. Сац. Среди них:
| Спектакль                                                                               | Роль                                    | Год  |
| --------------------------------------------------------------------------------------- | --------------------------------------- | ---- |
| А. Алексин «Мой брат играет на кларнете»                                                | ученица 10 класса Алина                 | 1969 |
| Б. Рацер, В. Константинов «Неравный брак»                                               | студентка Лида                          | 1969 |
| И. Кычаков «Сквозь грозы»                                                               | Н. К. Крупская                          | 1969 |
| А. Арбузов «Город на заре»                                                              | Комсомолка                              | 1970 |
| В. Шкваркин «Чужой ребенок»                                                             | Маня                                    | 1970 |
| Ф. М. Достоевский «Униженные и оскорбленные»                                            | Мавра ; Женщина                         | 1970 |
| И. Карнаухова, Л. Браусевич «Аленький цветочек»                                         | Фиса                                    | 1970 |
| Мольер «Тартюф»                                                                         | Дорина                                  | 1970 |
| Мен Дон-Ук «Алма-Атинская баллада»                                                      | Римма                                   | 1971 |
| В. Константинов, Б. Рацер «Вечером, после работы»                                       | Наталья Николаевна                      | 1971 |
| М. Рощин «Валентин и Валентина»                                                         | Рита                                    | 1971 |
| Б. Васильев «А зори здесь тихие…»                                                       | Рита Осянина                            | 1971 |
| А. Безуглов, Ю. Кларов «Конец Хитрова рынка»                                            | Ночлежница                              | 1971 |
| А. Гайдар «Р. В. С.»                                                                    | Димка                                   | 1971 |
| В. Коростылев, М. Львовский «Димка-невидимка»                                           | Петька                                  | 1972 |
| Т. Ян «Твои шестнадцать»                                                                | Майка Малышева                          | 1972 |
| М. Шатров «Лошадь Пржевальского»                                                        | Таня Преснякова                         | 1973 |
| Н. Гусев «Человек с белой гвоздикой»                                                    | Элли Ионниду                            | 1973 |
| А. Володин «С любимыми не расставайтесь»                                                | Анастасия, Юлия                         | 1973 |
| Т. Ян «Дом под солнцем»                                                                 | Ирина                                   | 1973 |
| А. Кузнецов «Одной любовью меньше»                                                      | Галина Петровна                         | 1974 |
| А. Фадеев «Молодая гвардия»                                                             | Любовь Шевцова                          | 1974 |
| А. Вампилов «Прощание в июне»                                                           | Репникова                               | 1975 |
| Д. Фонвизин «Недоросль»                                                                 | Девушка в джинсах                       | 1975 |
| В.Шукшин «Два выстрела»                                                                 | Нюрка                                   | 1975 |
| А.Горький «Чудаки»                                                                      | Ольга                                   | 1977 |
| Г.Полонский «Драма из-за лирики»                                                        | Марина                                  | 1977 |
| В.Тендряков «Весенние перевертыши»                                                      | Вера Николаевна Тягунова                | 1977 |
| В.Тендряков «Ночь после выпуска»                                                        | Ольга Олеговна                          | 1977 |
| В.Аграновский «Остановите Малахова!»                                                    | Директор                                | 1977 |
| Е.Шварц «Снежная королева»                                                              | Снежная королева ; Атаманша             | 1978 |
| А.Чехов «Предложение»                                                                   | Наталья Степановна                      | 1978 |
| А.Таболяк «История одной любви»                                                         | Савостина                               | 1979 |
| С.Муратбеков «Дикая яблоня»                                                             | Багила                                  | 1979 |
| В.Славкин «Взрослая дочь молодого человека»                                             | Люся                                    | 1979 |
| А.Соколова «Общий вопрос»                                                               | Н. К. Крупская                          | 1980 |
| Е.Прасолов «Сказка о золотом троне, голубом цветке и старой домбре»                     | Тажал-Арух                              | 1980 |
| А.Островский «Женитьба Бальзаминова»                                                    | Красавина                               | 1981 |
| Н.Воронов «Следствие»                                                                   | Ирина Борисовна Виноградова             | 1981 |
| А.Тарази «Алия»                                                                         | Айжан                                   | 1984 |
| К. Чуковский «Чукоккала»                                                                |                                         | 1985 |
| К.Хоинский «Ночная повесть»                                                             | Заведующая                              | 1986 |
| А.Александров «Шишок»                                                                   | Бабушка                                 | 1986 |
| Л. Филатов «То чаво на белом свете бообче не может быть» / «Федот»                      | Нянька ; Баба Яга                       | 1987 |
| М.Метерлинк «Синяя птица»                                                               | Соседка Берлинго ; Фея Берилюна ; Ночь  | 1987 |
| Л.Разумовская «Трое под одной крышей»                                                   | Валентина ; Мать                        | 1987 |
| Г.Щербкова «Назначь мне свидание» (по мотивам повести «Вам и не снилось»)               | Татьяна Николаевна ; Директор школы     | 1987 |
| Б.Кабур «РОПС»                                                                          | Мама                                    | 1988 |
| Б. Васильев «Завтра была война»                                                         | Мама Искры                              | 1988 |
| А. Грибоедов «Горе от ума»                                                              | Графиня-бабушка                         | 1988 |
| Э. Казакевич (инсценировка — К. Исканов, Ш. Кусаинов) «Двое в степи»                    | председатель военного трибунала Петрова | 1988 |
| Б.Кабур «РОПС начинает действовать»                                                     | Тетя Бонифация                          | 1990 |
| А. Пушкин «Сказка о царе Салтане»                                                       | Ткачиха                                 | 1990 |
| Б. Пастернак «Доктор Живаго»                                                            | Лара                                    | 1990 |
| М. Зощенко «…В промежутке времени…» (по пьесе «Уважаемый товарищ»)                      | Депутат жильцов                         | 1990 |
| Мольер «Плутни Скапена»                                                                 | Нерина                                  | 1991 |
| Г. Орлов «Привет, папочка!»                                                             | Лиса                                    | 1991 |
| В. Смехов «Али-Баба и 40 разбойников»                                                   | Фатима                                  | 1992 |
| И. Кальман «Я — Актриса» (по мотивам оперетты «Сильва»)                                 | Сильва Вареску                          | 1992 |
| Музыкальное представление по спектаклям театра «В мире сказок», блок «Привет, папочка!» | Лиса                                    | 1994 |
| А. Пушкин «Ай, да Балда!»                                                               | в народе                                | 1995 |
| К. Чуковский «Муха-Цокотуха»                                                            | Труба                                   | 1996 |
| Б.Рацер, В.Константинов «Фонарь Диогена, или деньги на бочку»                           | Дорида                                  | 1997 |
| В.Гуркин «Прибайкальская кадриль»                                                       | Лида                                    | 1998 |
| Ю.Пронин «Шутейная потеха» (по мотивам сказок Б. Шергина)                               | Аграфена                                | 2002 |
| П.Когоут «Такая любовь»                                                                 | Ярослава Стиборова                      | 2002 |
| И.Арнаутова «Новогоднее представление»                                                  | Кикимора                                | 2004 |
| В.Токарева «Талисман»                                                                   | Больная в больнице                      | 2006 |
| И.Бабель «Закат»                                                                        | Нехама                                  | 2007 |
| Я.Гловацкий «Замарашка»                                                                 | Инспектор                               | 2007 |
| С.Цыпин Новогоднее представление «Новогодний каприз принцессы»                          | Мачеха                                  | 2007 |
| С. Сагалович Новогоднее представление музыкальная сказка «Кто же королева?»             | Шапокляк                                | 2008 |
| Н.В.Гоголь «Женитьба»                                                                   | Фекла Ивановна                          | 2009 |
| А.Н. Толстой «Золотой ключик»                                                           | Черепаха Тортила                        | 2011 |
| Е. Шварц «Сказка о потерянном времени»                                                  | Маруся Поспелова бабушка                | 2012 |
| А.Н. Толстой «Золотой ключик»                                                           | Черепаха Тортила                        | 2017 |

## Роли в кино
- Дура (режиссёр Иван Беседин) — бабушка Дани[2]

## Награды и звания
- Звание «Заслуженный артист Казахской ССР», 1987 год, за заслуги в области советского и казахского театрального искусства
- Орден «Парасат», 2022 год[3]
- Орден «Достык» II степени, 15 декабря 2010 года, за выдающийся вклад в развитие отечественной культуры и искусства, многолетнюю творческую деятельность, вручил президент Республики Казахстан в резиденции Акорда[4]
- Медаль «Ветеран труда», 1988 год
- Медаль Пушкина (27 марта 2023 года, Россия) — за плодотворную деятельность по сближению и взаимообогащению культур наций и народностей[5]